# Schefflera lurida
Schefflera lurida är en araliaväxtart som först beskrevs av George King, och fick sitt nu gällande namn av Henry Nicholas Ridley. Schefflera lurida ingår i släktet Schefflera och familjen araliaväxter. Inga underarter finns listade.